# HMS Pomone (1897)
HMS Pomone – krążownik pancernopokładowy typu Pelorus, zbudowany dla Royal Navy pod koniec lat 90. XIX wieku. Z powodu poważnych kłopotów z kotłami został wycofany z linii już w roku 1904, po odbyciu zaledwie jednej tury służbowej za granicą. Przystosowany w 1910 roku do roli hulku szkolnego, pełnił tę funkcję do roku 1922, kiedy to został sprzedany na złom.

## Projekt
Autorem projektu małych krążowników pancernopokładowych trzeciej klasy był główny konstruktor Admiralicji (Chief Constructor), sir William White. Były one dobrze uzbrojone jak na jednostki tej wielkości i były traktowane jako „konie robocze” flot zamorskich, pełniąc funkcje policyjne w służbie kolonialnej. Nie były przeznaczone do działań w ramach głównych sił floty. Okręty typu Pelorus były jednostkami testowymi dla różnych projektów kotłów wodnorurkowych. Te użyte na „Pomone” były tak niezadowalające, że okręt został wycofany po zaledwie pięciu latach służby.
HMS „Pomone” miał wyporność 2169 ts przy długości całkowitej 95,6 m, szerokości 11,1 m i zanurzeniu 4,9 m. Był napędzany dwoma trójcylindrowymi pionowymi maszynami parowymi potrójnego rozprężania, z których każda poruszała jedną śrubę napędową. Parę dostarczało 16 opalanych węglem kotłów wodnorurkowych typu Blechynden, z opłomkami o małym przekroju. Silniki miały osiągać moc 7000 ihp przy przeciążeniu, co dawało prędkość projektową 20 węzłów. Na próbach osiągnięto 7340 ihp, co pozwoliło rozpędzić jednostkę do prędkości 20,8 węzła. Okręt miał mieć załogę składającą się z 224 oficerów i marynarzy.
Krążownik był uzbrojony w osiem pojedynczych dział kal. 102 mm (4 cale), osiem dział trzyfuntowych (47 mm), trzy karabiny maszynowe i dwie wyrzutnie torped kal. 450 mm (18 cali). Pancerz pokładowy miał grubość od 38 do 51 mm, a wieża dowodzenia miała ściany grubości do 76 mm. Działa artylerii głównej były chronione osłonami przeciwodłamkowymi o grubości 6,4 mm.

## Służba
Stępkę okrętu położono w Sheerness Dockyard 21 grudnia 1896 roku, wodowanie odbyło się 25 listopada 1897 roku, a budowę ukończono w maju roku 1899. Okręt odbył zaledwie jedną turę służbową w Eskadrze Wschodnioindyjskiej (East Indies Squadron), mając ciągłe problemy z kotłami. W listopadzie i grudniu 1903 roku „Pomone” wraz z trzema innymi krążownikami towarzyszyły lordowi Curzonowi podczas jego podróży na Środkowy Wschód. 
W październiku 1904 roku admirał John Fisher – wkrótce po objęciu stanowiska Pierwszego Lorda Morskiego – rozpoczął wycofywanie niesprawnych i niekwalifikujących się do dalszej służby liniowej jednostek. Tzw. Fisher's axe (dosłownie „topór Fishera”) dotknął także „Pomone”, krążownik o wciąż niesprawnych kotłach. Okręt został rozbrojony, zakonserwowany i przesunięty do rezerwy w oczekiwaniu na decyzję co do dalszych losów. Pod koniec dekady został przebudowany na hulk szkolny i 5 stycznia 1910 roku zaczął służyć jako stacjonarna jednostka treningowa dla mechaników floty w Royal Naval College w Dartmouth. Sprzedano go 25 października 1922 roku firmie J.H. Lee z Dover z przeznaczeniem na złom. 